# 森川莉衣
森川 莉衣（もりかわ りえ、Rie Morikawa、2004年3月14日 - ）は、日本の女優。千葉県出身。ソニー・ミュージックアーティスツ所属（2025年まで）。

## 来歴
2025年4月11日、所属事務所ソニー・ミュージックアーティスツを退所したことを発表。

## 人物
- 趣味：映画・ドラマ・音楽鑑賞、古着屋さん巡り、旅行（幼稚園生で住んでいた台湾が大好き）
- 特技：アクセサリー作り、将棋（元将棋部）、首の運動
- 好きな作品は『ちいかわ』『シナモロール』『ぼっち・ざ・ろっく！』。
- 櫻坂46のファン（Buddies）で、藤吉夏鈴を推している。

## 出演

### 映画
- 世界が終わったら（2023年4月公開） - 主人公・香妻えり 役[2]
- 素足のスア（日本映画大学卒業制作、2024年2月14日上映） - 滝美南 役[3]

### MV
- KITACO『サンダル』（2024年2月11日、YouTube公開）[4]

### CM
- 櫻坂46 新メンバー募集CM（2022年6月5日）[5]

### その他
- ハンブレッダーズ「ヤバすぎるワンマンツアー2023」グッズモデル（2023年3月）[6]